# Asilus striatus
Asilus striatus är en tvåvingeart som beskrevs av Gmelin 1790. Asilus striatus ingår i släktet Asilus och familjen rovflugor. Inga underarter finns listade i Catalogue of Life.